# Большевик (Орловский район, Ростовская область)
Большевик — хутор в Орловском районе Ростовской области.
Входит в состав Островянского сельского поселения.

## География

### Улицы
- ул. Колхозная,
- ул. Коммунистическая,
- ул. Победы,
- ул. Пролетарский,
- ул. Садовая,
- ул. Степная,
- ул. Южная.

## Население
| 2002 |
| ---- |
| 348  |

| 2010 |
| ---- |
| 324  |

## Достопримечательности
Территория Ростовской области была заселена ещё в эпоху неолита. Люди, живущие на древних стоянках и поселениях у рек, занимались в основном собирательством и рыболовством. Степь для скотоводов всех времён была бескрайним пастбищем для домашнего рогатого скота. От тех времен осталось множество курганов с захоронениями жителей этих мест. Курганы и курганные группы находятся на государственной охране.
Поблизости от территории хутора Большевик Орловского района расположено несколько достопримечательностей — памятников археологии. Они охраняются в соответствии с Федеральным законом от 25.06.2002 N 73-ФЗ «Об объектах культурного наследия (памятниках истории и культуры) народов Российской Федерации», Областным законом от 22.10.2004 N 178-ЗС «Об объектах культурного наследия (памятниках истории и культуры) в Ростовской области», Постановлением Главы администрации РО от 21.02.97 N 51 о принятии на государственную охрану памятников истории и культуры Ростовской области и мерах по их охране и др.
- Курганная группа «Большевик I» (9 курганов). Находится на расстоянии около 1,5 км к юго-западу от хутора Большевик.

- Курганная группа «Большевие III» (2 кургана). Находится на расстоянии около 1,7 км к югу от хутора Большевик.

- Курганная группа «Большевик IV» (5 курганов). Находится на расстоянии около 1,5 км к югу от хутора Большевик.

- Курганная группа «Большевик V» (2 кургана). Находится на расстоянии около 3,0 км к югу от хутора Большевик.

- Курганная группа «Большевик VI» (4 кургана). Находится на расстоянии около 3,5 км к юго-востоку от хутора Большевик.

- Курганная группа «Большевик VII» (7 курганов). Находится на расстоянии около 4,0 км к юго-востоку от хутора Большевик[5].